# Вырлица (озеро)
Вырлица (укр. Вирлиця) — озеро в центральной части Дарницкого района Киева; 2-е по площади озеро Дарницкого района. Площадь — 0,98 км². Тип общей минерализации — пресное. Группа гидрологического режима — бессточное.

## География

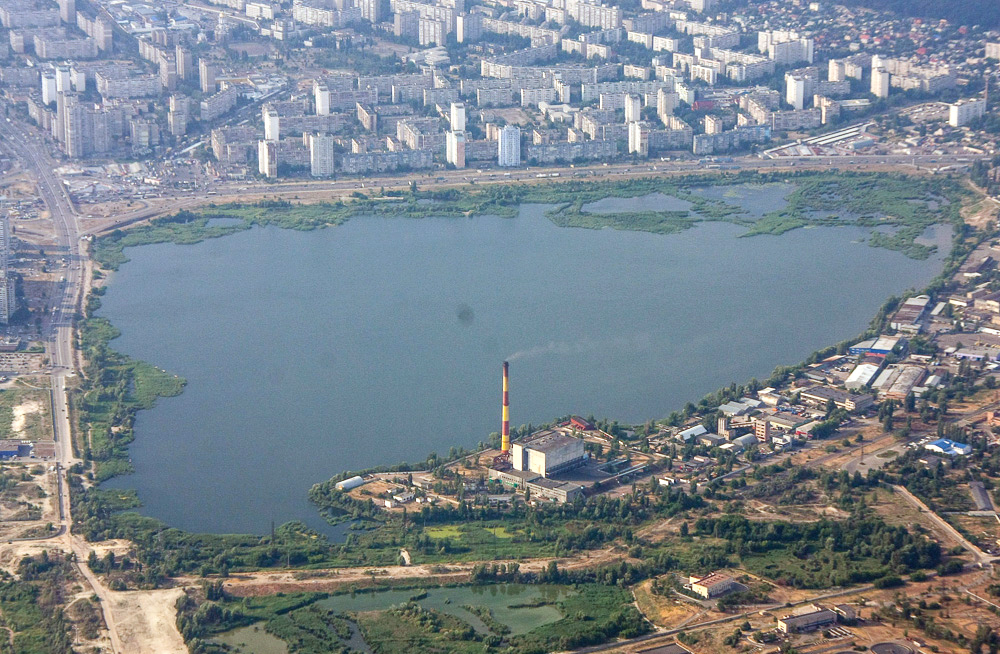
Вид с воздуха

Длина — 1,45 км. Ширина наибольшая — 1,05 км. Глубина средняя — 15-16 м, наибольшая — 28 м. Озеро не используется[кем?].
Расположено рядом с Северными Осокорками. Лежит в пределах проспекта Николая Бажана, улиц Ревуцкого и Коллекторной. На берегу озера находятся мусоросжигательный завод «Энергия» и Бортническая станция аэрации. В 1994 году северо-западнее озера была открыта станция метро «Харьковская», а в 2006 году северо-восточнее озера — «Вырлица».
Озерная котловина неправильной формы вытянутая с севера на юг. Берега пологие, поросшие камышовой растительностью.
Озеро природного происхождения, в результате намывных работ в середине 1980-х годов площадь озера увеличилась с 10 гектаров в начале XX века до 98 гектаров в наше время. Современная береговая линия сформировалась к 1987 году. В 1990-е на северном берегу озера, предварительно намыв его, планировалось соорудить электродепо метрополитена для Сырецко-Печерской линии. На берегу озера до сих пор можно увидеть портал тоннелей ответвления к так и не построенному депо.
В озере Вырлица живёт 30 видов рыб, среди которых есть два вида рода обыкновенные морские иглы (Syngnathus) и семейства бычковые (Gobiidae), занесённые в Красную книгу Украины.